# Pascal Drieu
Pour les articles homonymes, voir Drieu.
Pascal Drieu, né le 3 mars 1959 à Lillebonne (Seine-Maritime), est un footballeur français.

## Biographie
Il réalise l'essentiel de sa carrière professionnelle en deuxième division du championnat de France, au FC Rouen, qu'il quitte après quatre saisons sur une promotion en D1, au Havre AC, où il découvre l'élite en 1985-1986 après trois saisons en D2, puis au Stade de Reims, au SC Abbeville et l'US Créteil, en D2. Il compte à la fin de sa carrière en 1990 plus de 300 matchs professionnels.

## Palmarès
- Groupe A de Division 2 en 1982 (FC Rouen) et 1985 (Le Havre AC)